# Hyophorbe verschaffeltii
Hyophorbe verschaffeltii é uma espécie magnoliophyta da família Arecaceae. Endémica em Maurícia, está ameaçada por perda de habitat.